# Ara gossei
L'ara rossa della Giamaica (Ara gossei Rothschild, 1905) era un uccello della famiglia degli Psittacidi.

## Descrizione
Endemica della Giamaica, fu vista per l'ultima volta circa nel 1765 a Lucea, vicino a Montego Bay. Il corpo imbalsamato privo di zampe di questo esemplare fu osservato da un certo dottor Robinson, il quale ne diede descrizione sufficientemente dettagliata al naturalista Gosse da permetterci di illustrarlo con una certa sicurezza.
Lunga solo 51 cm, era quasi tutta rossa, ma aveva la fronte, la cima del capo ed il collo gialli, le ali di un colore blu scuro e una coda lunga, di sopra rossa e sotto gialla.